# Gravata-borboleta

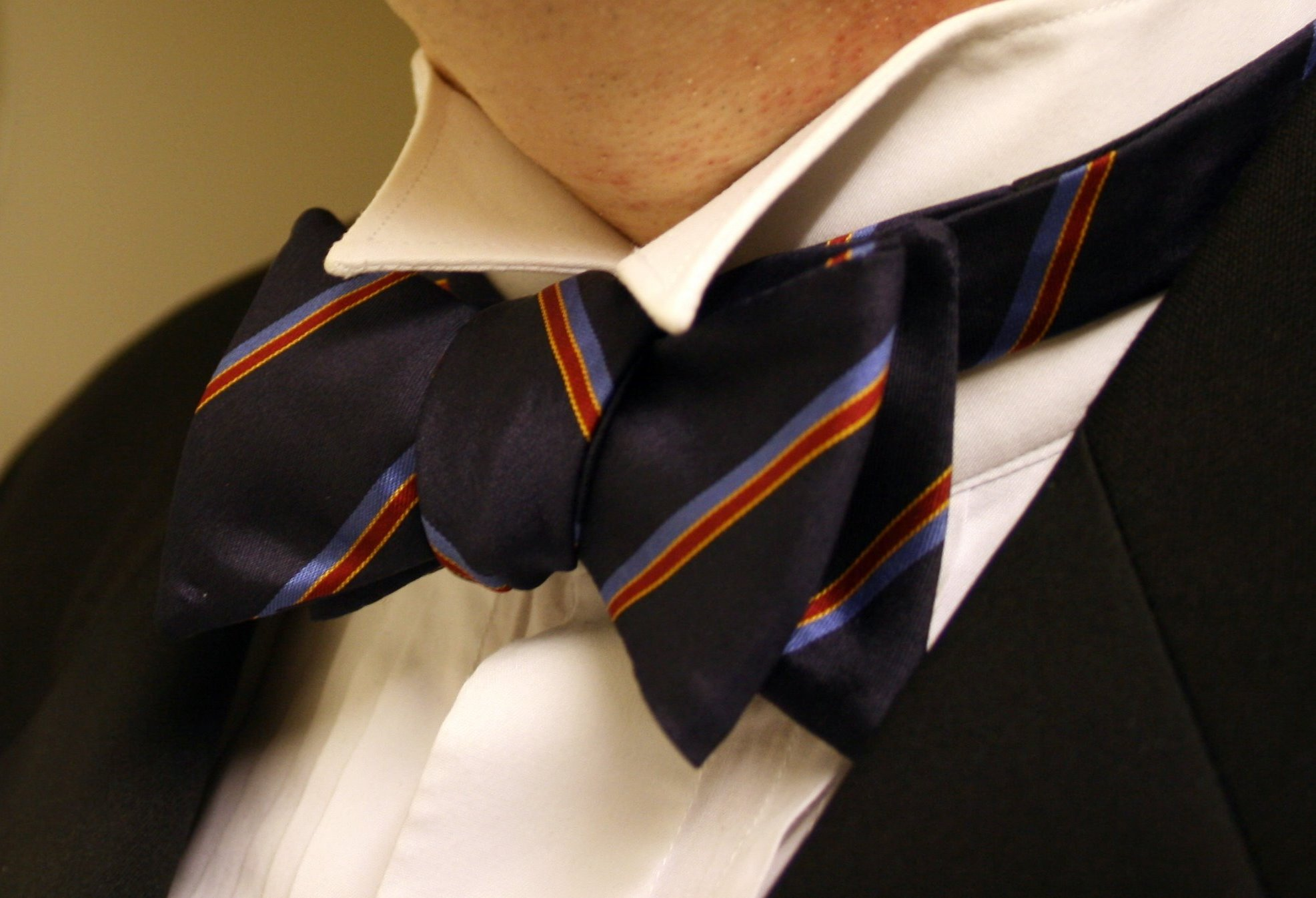
Uma gravata-borboleta pronta

Gravata-borboleta (português brasileiro) ou laço (português europeu) é um acessório de moda tipicamente masculino alternativo à mais difundida gravata. Pode ser produzida em diversos materiais, como seda, algodão, lã, e até madeira, entre outros. 

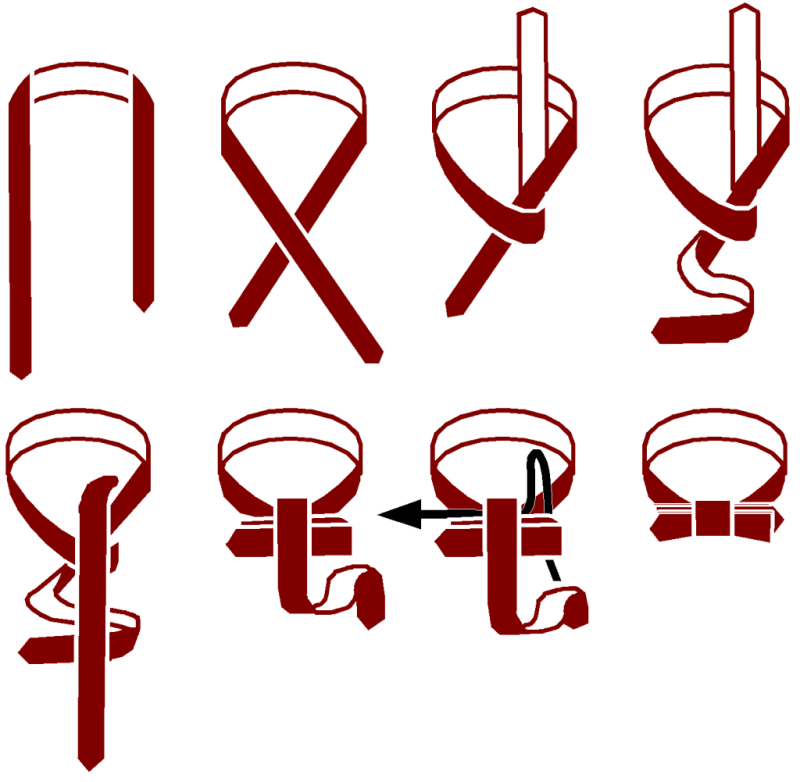
Uma das duas versões de nó
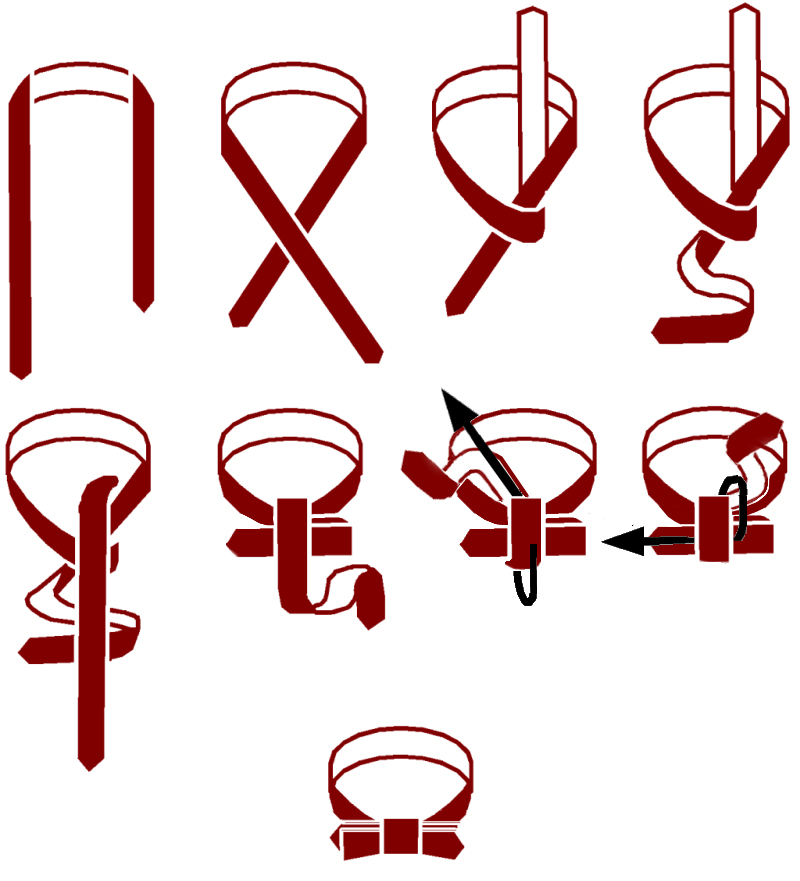
Segunda forma de dar o nó
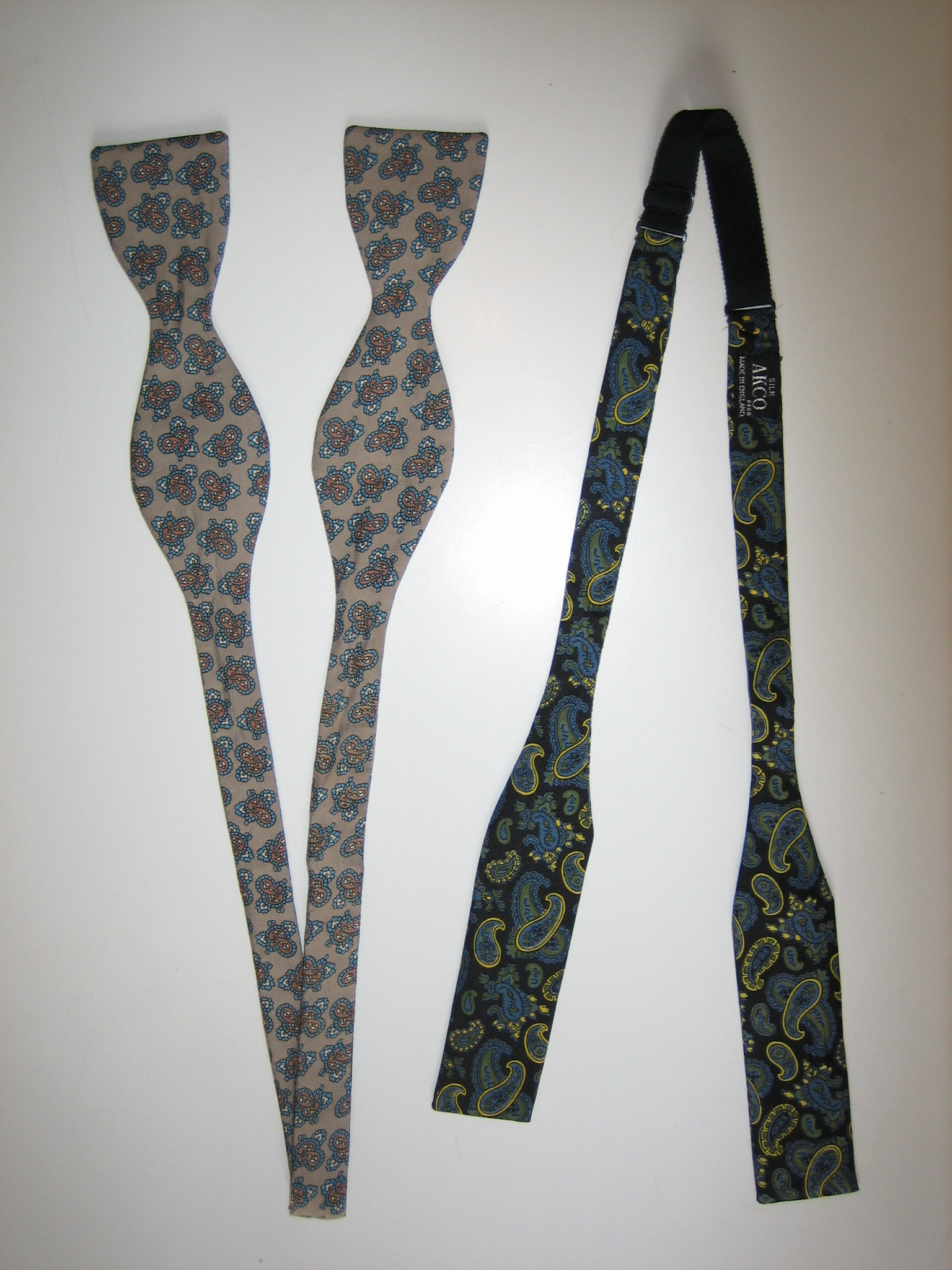
Exemplos de gravata-borboleta